# Pop! OS
Pop!_OS — дистрибутив Linux с открытым исходным кодом, основанный на Ubuntu и содержащий настраиваемую среду рабочего стола COSMIC. Дистрибутив разработан американским производителем Linux-компьютеров System76. Pop!_OS в первую очередь предназначена для установки в комплекте с компьютерами, созданными System76, но её также можно загрузить и установить на большинстве компьютеров.
Pop!_OS обеспечивает полную готовую поддержку графических процессоров AMD и Nvidia. Этот дистрибутив считается простым в настройке для игр, в основном благодаря встроенной поддержке графического процессора. Pop!_OS обеспечивает шифрование диска по умолчанию, оптимизированное управление окнами и рабочими пространствами, сочетания клавиш для навигации, а также встроенные профили управления питанием. В последних выпусках также есть пакеты, позволяющие легко настроить TensorFlow и CUDA.
Pop!_OS в основном поддерживается System76, а исходный код релизной версии размещен в репозитории GitHub. В отличие от многих других дистрибутивов Linux, он не управляется сообществом, хотя сторонние программисты могут вносить свой вклад, просматривать и изменять исходный код. Они также могут создавать собственные образы ISO и распространять их под другим именем.

## Функции
Pop!_OS в основном использует свободное программное обеспечение, а некоторое проприетарное программное обеспечение используется для аппаратных драйверов для Wi-Fi, дискретного графического процессора и медиакодеков. Он поставляется с широким спектром программного обеспечения по умолчанию, включая LibreOffice, Firefox и Geary. Дополнительное программное обеспечение можно загрузить с помощью менеджер пакетов Pop!_Shop.
Pop!_OS использует APT в качестве диспетчера пакетов и изначально не использовала Snaps или Flatpak, но поддержка Flatpak была добавлена в версии 20.04 LTS. Пакеты программного обеспечения доступны в репозиториях Ubuntu, а также в собственном репозитории. Pop!_OS имеет настраиваемый интерфейс GNOME Shell с поддержкой тем Pop!_OS.
В системном меню GNOME есть переключатель графического интерфейса для переключения между различными видеорежимами на ноутбуках с двумя графическими процессорами. Есть три режима отображения: гибридный, дискретный и только iGPU. Существует пакет управления питанием, разработанный на основе дистрибутива Intel Clear Linux. Pop!_OS в настоящее время использует Xorg в качестве диспетчера отображения, а Wayland доступен опционально.
Программы с поддержкой TensorFlow и CUDA можно добавить, установив пакеты из репозитория без дополнительной настройки.
Pop!_OS предоставляет раздел восстановления, который можно использовать для «обновления» системы при сохранении пользовательских файлов. Его можно использовать только в том случае, если он настроен во время первоначальной установки.
Начиная с версии 21.04, Pop!_OS включала новую настраиваемую среду рабочего стола GNOME под названием COSMIC, аббревиатуру от «Computer Operating System Main Interface Components» («Компоненты основного интерфейса компьютерной операционной системы»), разработанную System76. Он имеет отдельные представления для рабочих областей и приложений, док-станцию, включенную по умолчанию, и поддерживает рабочие процессы, управляемые мышью и клавиатурой.
System76 заявила, что будет создавать новую среду рабочего стола, не основанную на GNOME. Эта среда рабочего стола будет написана на Rust и будет похожа на рабочий стол COSMIC, используемый с версии 21.04. System76 ссылается на ограничения с расширениями GNOME, а также на разногласия с разработчиками GNOME по поводу рабочего стола в качестве причин для создания новой среды рабочего стола.

## Установка
Pop!_OS предоставляет для загрузки два образа ISO: один с видеодрайверами AMD, а другой с драйверами Nvidia. Соответствующий файл ISO можно загрузить и записать на флэш-накопитель USB или DVD с помощью таких инструментов, как Etcher или UNetbootin.
Pop!_OS изначально использовала Ubiquity. Позже он переключился на пользовательский установщик, созданный в сотрудничестве с elementary OS.

## История выпусков

### 17.10
Прежде чем предлагать Pop!_OS, System76 поставляла все свои компьютеры с предустановленной Ubuntu. Развитие Pop!_OS началось в 2017 году, после того как Ubuntu решила остановить разработку Unity и вернуться к GNOME в качестве среды рабочего стола. Первый выпуск Pop!_OS имел версию 17.10, основываясь на Ubuntu 17.10. В сообщении в блоге, объясняющем решение о создании нового дистрибутива, компания заявила, что существует потребность в дистрибутиве для настольных компьютеров. Первый релиз был настроенной версией Ubuntu GNOME, в основном с визуальными отличиями. Были поставлены некоторые другие приложения по умолчанию, и некоторые настройки были изменены. Первоначальная тема Pop была ответвлением темы Adapta GTK, а также других исходных проектов. 17.10 также представила магазин программного обеспечения Pop!_Shop, который является ответвлением магазина приложений elementary OS.
Бертель Кинг из Make Use Of рассмотрел версию 17.10 в ноябре 2017 года и отметил: «System76 не просто берет Ubuntu и присваивает ей другое имя». Кинг в целом похвалил выпуск, но упрекнул «визуальные несоответствия» между приложениями, которые были оптимизированы для дистрибутива, и теми, которые не были оптимизированы, и магазином приложений Pop!_Shop, как неполный. Для пользователей, которые могут захотеть попробовать его на существующем оборудовании, он заключил: «Теперь, когда Ubuntu 17.10 включает GNOME, одной причиной для установки Pop!_OS поверх Ubuntu стало меньше.»

### 18.04 LTS
В версии 18.04 добавлены профили питания; обеспечение легкого переключения GPU, особенно для ноутбуков с Nvidia Optimus; поддержка HiDPI; полное шифрование диска и доступ к репозиторию Pop!_OS.
В 2018 году обозреватель Филипп Прадо описал Pop!_OS 18.04 как «красиво выглядящий дистрибутив Linux». Он заключил: "В целом, я думаю, Pop!_OS — это фантастический дистрибутив, который может действительно понравиться большинству людей, если они откроют свой рабочий процесс для чего-то, к чему они могут или не могут привыкнуть. Он чистый, быстрый и хорошо развитый. Я думаю, это именно то, к чему здесь стремилась System76.

### 18.10
Версия 18.10 была выпущена в октябре 2018 года. Он включал новое ядро Linux, графический стек, изменения тем и обновленные приложения, а также улучшения в Pop!_Shop.

### 19.04
Версия 19.04 в основном представляла собой добавочное обновление, соответствующее той же версии Ubuntu. Он включает опцию «Slim Mode», позволяющую максимально увеличить пространство на экране за счет уменьшения высоты заголовков окон приложений, новый темный режим для использования в ночное время и новый набор значков.
Джоуи Снеддон из OMG! Ubuntu! обозревал Pop!_OS 19.04 в апреле 2019 года и написал: «Я не вижу какой-либо заметной ценности в Pop OS. Определённо ничего, что заставило бы меня рекомендовать его по сравнению с обычной Ubuntu 19.04…»

### 19.10
В дополнение к добавочным обновлениям, версия 19.10 представила Tensorman, настраиваемый инструмент управления цепочкой инструментов TensorFlow, многоязычную поддержку и новую тему, основанную на Adwaita.
Сравнивая Pop!_OS и Ubuntu, Анкуш Дас из It’s FOSS обнаружил, что, хотя оба дистрибутива имеют свои преимущества, «общая цветовая схема, значки и тема, которые используются в Pop!_OS, возможно, более удобна для пользователя, так как обеспечивает превосходный пользовательский интерфейс».

### 20.04 LTS
Pop!_OS 20.04 LTS была выпущена 30 апреля 2020 года и основана на Ubuntu 20.04 LTS. Он представил выбираемую автоматическую плитку, расширенные сочетания клавиш и управление рабочими пространствами. Он также добавил Pop!_Shop приложений поддерживает Flatpak и представил «гибридный графический режим» для ноутбуков, позволяющий работать с энергосберегающим графическим процессором Intel, а затем обеспечивающий переключение на графический процессор Nvidia для приложений, которые в нём нуждаются. Обновления прошивки стали автоматическими, а обновления операционной системы можно было загружать, а затем применять в автономном режиме.
При изучении Pop!_OS 20.04 редактор FOSS Linux Дивья Киран Кумар отметил, что бета-версия «с её высокоэффективными рабочими пространствами, расширенным управлением окнами, широким набором сочетаний клавиш, встроенным шифрованием диска и множеством предустановленных приложений. Это был бы отличный выбор для тех, кто надеется эффективно использовать свое время и усилия.»
Джейсон Эвангельо сделал обзор Pop!_OS в FOSS Linux в январе 2020 года и назвал его лучшим дистрибутивом на основе Ubuntu.
Обзор Pop!_OS 20.04 от Анкуша Даса в It’s FOSS в мае 2020 года назвал его «лучшим дистрибутивом на основе Ubuntu» и заключил: «с функцией мозаичного отображения окон, поддержкой flatpak и множеством других улучшений мой опыт работы с Pop!_OS 20.04 до сих пор был первоклассный.»
Обозреватель OMG! Ubuntu Джои Снеддон написал о Pop!_OS 20.04: «это своего рода революция всего пользовательского опыта». Далее он отметил: "Тот факт, что этот дистрибутив не уклоняется от потакания опытным пользователям и каким-то образом умудряется заставить его работать для всех, подчеркивает, почему так называемая «фрагментация» не является чем-то плохим: это навык выживания-хамелеона, который позволяет Linux адаптироваться к любой задаче. Это Т-1000 вычислений, если вы получите ссылку. И я не могу солгать: Ubuntu действительно может кое-чему научиться благодаря такому подходу.
В обзоре FOSS Bytes от 19 октября 2020 года Мохаммед Абубакар назвал его «Лучшим дистрибутивом на основе Ubuntu!» и сказал, что это «дистрибутив Linux на основе Ubuntu, который обеспечивает идеальный баланс между удобством для начинающих и профессиональным или игровым использованием».

### 20.10
Pop!_OS 20.10 была выпущена 23 октября 2020 года и основана на Ubuntu 20.10. В нём были введены штабелируемые мозаичные окна и исключения плавающих окон в режиме автоматического мозаичного размещения. Также было введено дробное масштабирование, а также поддержка внешнего монитора для гибридной графики.
Обозреватель Beta News Брайан Фаджиоли, в частности, похвалил доступность дробного масштабирования и стекирования и отметил, «что компания делает с Pop!_OS, по сути, улучшена по сравнению с Ubuntu с помощью настроек и изменений, чтобы сделать её ещё более удобной для пользователя. В конце концов, Pop!_OS стала намного лучше, чем операционная система, на которой она основана.»

### 21.04
Pop!_OS 21.04 была выпущена 29 июня 2021 года и основана на Ubuntu 21.04. Она включала рабочий стол COSMIC, основанный на GNOME, но с настраиваемой док-станцией и элементами управления ярлыками.
Джоуи Снеддон написал в OMG Ubuntu: «COSMIC помещает док-станцию на рабочий стол, разделяет рабочее пространство и приложения на индивидуально доступные экраны, добавляет новую панель запуска приложений, ориентированную на клавиатуру (которая по умолчанию не пытается искать всё); добавляет некоторые столь необходимые жесты сенсорной панели; и — как будто всего этого было недостаточно — вносит дальнейшие усовершенствования в свое уникальное расширение мозаичного отображения окна (которое вы можете включать и выключать в любой момент)». Он продолжил: «Pop!_OS 21.04 — это то, чем Ubuntu могла бы — некоторые могут сказать, что „должна“ — быть: дистрибутив, который не покровительствует своим потенциальным пользователям, зацикливаясь на идеализированном сценарии использования, составленном на собрании. COSMIC хочет помочь своим пользователям работать более эффективно на их условиях, а не навязывать им заранее определённый рабочий процесс.»

### 21.10
Pop!_OS 21.10 была выпущена 14 декабря 2021 года и основана на Ubuntu 21.10. Она включала GNOME 40, новое расширение «Вертикальный обзор», новое меню «Приложения» и поддержку Raspberry Pi.

### 22.04 LTS
Pop!_OS 22.04 была выпущена 25 апреля 2022 года и основана на Ubuntu 22.04 LTS. Он включает в себя базу GNOME 42 с System76 COSMIC UX. Возможность обновления и апгрейда Pop!_OS автоматически добавляется на панель обновления и восстановления ОС в настройках (поддерживается: пакеты Debian, Flatpak и Nix).
В нижней части меню настроек добавлена новая панель поддержки. Эта панель обеспечивает быстрый доступ к ресурсам по устранению неполадок для Pop!_OS. Добавлена возможность добавить отдельный фон для тёмного и светлого режима. Pop_Shop был значительно обновлён. Изменения включают в себя: улучшения внутреннего кода, повышенную надежность операций с пакетами (обновление, установка и т. д.), улучшения пользовательского интерфейса, помогающие разрешить небольшие размеры окон для мозаичного отображения, кнопки обновления и установки, теперь также функционируют как индикатор выполнения и новый раздел «недавно обновленный» на домашней странице, в котором выделяются недавно добавленные / обновленные приложения.

## Таблица выпуска
| Версия | Дата выхода | Общая поддержка до | На основе        |
| --- | ----------- | ------------------ | ---------------- |
| 17.10 | 2017-10-27  | n/a                | Ubuntu 17.10     |
| 18.04 LTS | 2018-04-30  | 2023-04            | Ubuntu 18.04 LTS |
| 18.10 | 2018-10-19  | 2019-07            | Ubuntu 18.10     |
| 19.04 | 2019-04-20  | 2020-01            | Ubuntu 19.04     |
| 19.10 | 2019-10-19  | 2020-07            | Ubuntu 19.10     |
| 20.04 LTS | 2020-04-30  | 2025-04            | Ubuntu 20.04 LTS |
| 20.10 | 2020-10-23  | 2021-07            | Ubuntu 20.10     |
| 21.04 | 2021-06-29  | 2022-01-22         | Ubuntu 21.04     |
| 21.10 | 2021-12-14  | 2022-07            | Ubuntu 21.10     |
| 22.04 LTS | 2022-04-25  | Current Release    | Ubuntu 22.04 LTS |
| Легенда:Старая версия, не поддерживаетсяСтарая поддерживаемая версияТекущая версияТестовая версияБудущая версия |             |                    |                  |

Pop!_OS основана на Ubuntu, и её цикл выпуска такой же, как и в Ubuntu, с новыми выпусками каждые шесть месяцев в апреле и октябре. Выпуски долгосрочной поддержки выпускаются каждые два года, в апреле чётных лет. Каждый выпуск, отличный от LTS, поддерживается в течение трех месяцев после выпуска следующей версии, а выпуски LTS поддерживаются в течение пяти лет.